# Nuoto ai XIX Giochi del Mediterraneo - 50 metri stile libero maschili
La gara dei 50 metri stile libero maschili ai XIX Giochi del Mediterraneo si è svolta il 4 luglio 2022. Al mattino si sono svolte le batterie, mentre la finale si è disputata nel pomeriggio.

## Podio
| Pos. | Atleta            | Nazione    |
| ---- | ----------------- | ---------- |
|      | Kristián Goloméev | Grecia     |
|      | Miguel Nascimento | Portogallo |
|      | Oussama Sahnoune  | Algeria    |

## Record
Prima della manifestazione il record del mondo (RM) e il record dei Giochi del Mediterraneo (RG) erano i seguenti.
|  | 20"91 | César Cielo Filho  | 18 dicembre 2009 San Paolo |
|  | 21"17 | Frédérick Bousquet | 28 giugno 2009 Pescara     |

Durante la competizione non sono stati migliorati record.

## Risultati

### Batterie
| Pos. | Batteria | Corsia | Atleta              | Nazionalità | Tempo | Note |
| ---- | -------- | ------ | ------------------- | ----------- | ----- | ---- |
| 1    | 3        | 4      | Kristián Goloméev   | Grecia      | 22"05 | Q    |
| 2    | 1        | 5      | Oussama Sahnoune    | Algeria     | 22"13 | Q    |
| 3    | 1        | 4      | Diogo Ribeiro       | Portogallo  | 22"52 | Q    |
| 4    | 2        | 4      | Miguel Nascimento   | Portogallo  | 22"55 | Q    |
| 5    | 1        | 6      | Stergios Bilas      | Grecia      | 22"62 | Q    |
| 6    | 3        | 3      | Alessandro Bori     | Italia      | 22"63 | Q    |
| 7    | 2        | 3      | Emre Sakçı          | Turchia     | 22"65 | Q    |
| 8    | 1        | 3      | Julien Berol        | Francia     | 22"68 | Q    |
| 9    | 2        | 5      | Nicolò Franceschi   | Italia      | 22"69 |      |
| 10   | 2        | 2      | Mathias Even        | Francia     | 22"70 |      |
| 10   | 1        | 2      | Emre Gürdenli       | Turchia     | 22"70 |      |
| 12   | 3        | 5      | Nikola Aćin         | Serbia      | 22"73 |      |
| 13   | 2        | 6      | Uroš Nikolić        | Serbia      | 22"80 |      |
| 14   | 3        | 6      | Juan Segura         | Spagna      | 22"91 |      |
| 15   | 3        | 2      | Mario Mollà         | Spagna      | 23"39 |      |
| 16   | 3        | 7      | Mehdi Nazim Benbara | Algeria     | 23"46 |      |
| 17   | 2        | 7      | Markos Iakovidis    | Cipro       | 23"80 |      |
| 18   | 2        | 1      | Tomàs Lomero        | Andorra     | 23"83 |      |
| 19   | 1        | 7      | Andreas Pantziaros  | Cipro       | 24"88 |      |
| 20   | 3        | 1      | Drini Ujkashej      | Albania     | 27"11 |      |

### Finale
| Pos. | Corsia | Atleta            | Nazionalità | Tempo | Note |
| ---- | ------ | ----------------- | ----------- | ----- | ---- |
|      | 4      | Kristián Goloméev | Grecia      | 21"91 |      |
|      | 6      | Miguel Nascimento | Portogallo  | 22"01 |      |
|      | 5      | Oussama Sahnoune  | Algeria     | 22"22 |      |
| 4    | 1      | Emre Sakçı        | Turchia     | 22"37 |      |
| 5    | 3      | Diogo Ribeiro     | Portogallo  | 22"40 |      |
| 6    | 7      | Alessandro Bori   | Italia      | 22"50 |      |
| 7    | 8      | Julien Berol      | Francia     | 22"65 |      |
| 8    | 2      | Stergios Bilas    | Grecia      | 22"75 |      |